# Profumo di donna
Profumo di donna är en italiensk komedifilm från 1974 i regi av Dino Risi.
Filmen är baserad på Giovanni Arpinos roman Il buio e il miele. Den var Italiens bidrag till Oscar för bästa internationella långfilm 1976.

## Handling
En kadett följer med en blind kapten på en resa till Neapel. Det blir ett svårt uppdrag, då kaptenen är en burdus man som gör vad helst som faller honom in.

## Utmärkelser
Profumo di donna vann Césarpriset för bästa utländska film 1976.

## Rollista i urval
- Vittorio Gassman - kapten Fausto Consolo
- Alessandro Momo - kadett Giovanni Bertazzi
- Agostina Belli - Sara
- Moira Orfei - Mirka
- Stefania Spugnini - Candida
- Alvaro Vitali - Vittorio